# 拜村
拜村（法語：Baye，法語發音：[bɛ]）是法国马恩省的一个市镇，属于埃佩尔奈区。

## 地理
拜村（48°51'17"N, 3°45'51"E）面积17.98 平方千米，位于法国大東部大區马恩省，该省份为法国东北部内陆省份，北起阿登省，西北接埃纳省，西南接塞纳-马恩省，南至奥布省，东南接上马恩省，东临默兹省。
与拜村接壤的市镇（或旧市镇、城区）包括：尚波贝尔、巴奈、孔日、弗罗芒蒂耶尔、塔吕圣普里、维勒沃纳尔。
拜村的时区为UTC+01:00、UTC+02:00（夏令时）。

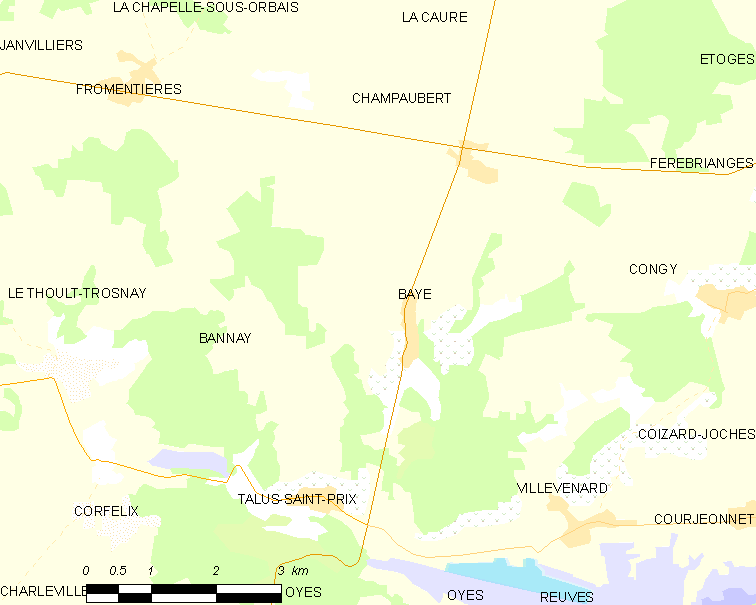
拜村的OSM定位图

## 行政
拜村的邮政编码为51270，INSEE市镇编码为51042。

## 政治
拜村所属的省级选区为多尔芒-香槟景县。

## 人口

1962-2008年间拜村人口变化图示

拜村于2022年1月1日时的人口数量为390人。